# Negassie Krestos
Negassie Krestos était le prince régnant de Choa (règne c. 1682 - c. 1703), un important noble du peuple Amhara d'Éthiopie. Negassie réussit à unifier les districts fragmentés d'Amhara à Choa et lança plusieurs guerres de reconquête des territoires Choa contre ses ennemis Oromos.

## Contexte historique
Au 16ème siècle, l'Abyssinie chrétienne a été dévastée après la conclusion de la longue guerre entre l'Éthiopie et l'Adal, qui a abouti à la défaite du Sultanat d'Adal et de ses partisans de l'Ottomans pendant la Bataille de Wayna Daga. Le bilan de la guerre fut immense, le royaume chrétien ravagé par la guerre évita une quasi-extinction. Dans cet état vulnérable, une nouvelle menace est apparue du sud, les Galla ont migré vers le nord et ont commencé une série de conquêtes vers Choa, Gurage, Welega, Bete Amhara et d'autres régions.
Jusqu'à la fin du XVIe siècle environ, Chos constituait une partie importante de l'empire d'Éthiopie. Les villes Choas de Barara (précurseur d'Addis Abeba), Tegulet et Debre Berhan servaient de capitales à un certain nombre d'empereurs et Debre Libanos était un centre religieux d'importance nationale. Choa fut presque complètement perdue au Choa de l'autorité impériale à la fin du règne de Sarsa Dengel, et de facto séparée du royaume Gondarine pendant la majeure partie du 17ème siècle. La tradition locale de Shewan (recueillie par Heruy Welde Selassie) affirme que les dirigeants de la fin du XVIIe siècle de quelque quatorze districts de Choa restaient formellement sujets des rois Gondarine, mais n'avaient pas de gouverneur royal. Les chroniques royales rapportent cependant que Anestasyos était Sahafe Lam de Choa sous Iyasu I, empereur d’Éthiopie, et que le prochain Sahafe Lam, Demetros, a lancé une série de campagnes de reconquête des territoires Choas de son Merhabete natal contre l'ennemi Galla,.
Les quelques familles Amharas de Choa qui ont survécu à l'assaut des Galla se sont réfugiées dans les forteresses des montagnes du district de Menz. Au fil du temps, la subdivision d'Agancha est devenue la puissance dominante et un membre dirigeant des Agancha amharas, appelé Negassie, est devenu de fait le dirigeant de toutes les familles Amharas de Menz.

## Biographie

### Contexte
Né dans la paroisse d'Agancha, dans le district de Gera de la province historique de Menz. Il existe plusieurs traditions sur la lignée de Nagasi ; le récit officiel de la dynastie Shewan (tel que raconté par Serta Wold, conseiller de Negus Sahle Selassie dans les années 1830 et 1840) est qu'il était un descendant masculin de la Solomonique Empereurs par l'intermédiaire de abeto Yaqob, le quatrième fils de Lebna Dengel, qui resta à Shewa. L'arrière-petit-fils de Yaqob, Lebsa Qal, était un riche propriétaire foncier à Agancha et a épousé Senebeit, également décrite comme une femme d'origine salomonienne. Cette histoire n'était cependant pas la seule version contemporaine qui existait à l'époque,.
Un autre ensemble de traditions recueillies vers 1840 affirme que son père était un riche propriétaire foncier (du nom de Segwa Qal ou Warada Qal) de Menz et que sa légitimité auprès de la dynastie dérivait de sa lignée féminine. Sa mère, Senebeit, était liée aux monarques résidant à Gondar par l'intermédiaire de son père Ras Faris de Dair, "qui, avec de nombreux autres disciples de l'empereur Susenyos s'est enfui à Menz." La descendance impériale de Faris passait par sa mère,.

### Chef de Menz
Au milieu du XVIIe siècle, avant l'ascension de Nagasi, la pression oromo diminua et une longue période de reconquête et d'expansion amhara commença. Les Amhara descendaient des montagnes et remontaient des vallées fluviales. La réinstallation était dirigée par un certain nombre de chefs indépendants, dont l'un des plus puissants était Gera, chef et fondateur de  Gerameder dans le nord de Menz, l'un des trois guerriers renommés dont les noms sont rappelés dans les traditions de Menz (les deux autres ; Lalo et Mamo avaient également des districts qui portent leur nom),.
En tant que jeune homme, Nagasi a fait preuve d'une bravoure et de compétences exceptionnelles dans une série de batailles avec les familles Amhara voisines. Parmi les chefs qu'il a vaincus se trouvaient Lalo et Mamo. Par ses batailles, Nagasi annexa les districts d'Ajabar et de Termaber à son district natal d'Agancha. Les ambitions de Nagasi furent revigorées par ses victoires. Il s'est proclamé prince régnant de Shewa et a vaincu ceux qui contestaient cette revendication, y compris le puissant Gera, dans une longue série d'escarmouches,.
Nagasi est devenu le chef Amhara le plus important de la région. Ses nombreux partisans l'ont aidé à accumuler des richesses. Il fonda l'église de Kidane Mehret à Agancha où il établit sa base.

### Guerre de 1683 contre Arsi Oromo et fondation de la ville d'Ayne
En 1683, il mène la guerre contre les Oromos, au sud de Menz, où il remporte la victoire sur les Arsi Oromo et les chasse. Peu de temps après, Nagasi fonda la ville d'Ayne, sa résidence temporaire à la périphérie de son contrôle, stratégiquement placée à la frontière entre les provinces de Menz et Ifat. Il y construisit l'église Sainte-Marie selon la tradition de Rim (ou Gassa), bien qu'il ne soit pas clair s'il l'a donnée à des religieux individuels ou à l'église en tant qu'institution,,.

« On dit que Gassa (ou Rim) désigne une terre sur laquelle nous nous installons en chassant les Galla avec notre force, notre pouvoir et nos compétences. Ainsi Nagasi commença à attribuer des parcelles de terre ou Rim. »

— Adage recueilli par Asma Giyorgis

### Campagne Yifat
Après avoir combattu la Wollo et les Yejju Oromo au nord de Menz, il soumit les Oromo vivant dans le district de Ifat, qui vinrent remplacer Menz comme le centre de la seigneurie Shewan. Ses autres conquêtes comprenaient les districts de Debdabo, Mengist, Makfud, Doqaqit et Asundabe. Grâce à eux, il réussit à établir un État autonome de Shewa à la fin du XVIIe siècle. Pankhurst attribue à Negasi Krestos le déplacement de la capitale de Shewa vers Debre Berhan depuis le vieux centre de Tegulet ; Le palais de pierre de Nagasi était encore visible lors de la visite de Rochet d'Héricourt à Debre Berhan en 1840.
Dans les premières années du XVIIIe siècle, Nagasi se rendit à Gondar pour rendre hommage à l'Empereur Iyasu I, où il mourut de la variole. Selon Donald Levine, Nagasi a été enterré dans l'église Fit Abbo, "où sa tombe -- ainsi que le champ sur lequel il campait, Nagassi Meda -- restent aujourd'hui des objets d'intérêt historique."
Il n'a pas réussi à obtenir le titre Meridazmach, qui a ensuite été adopté unilatéralement par son fils et héritier Sebestyanos. Sa mort loin de son domaine a plongé Shewa dans une période de désordre et les territoires qu'il a conquis sont revenus à leurs dirigeants d'origine.